# جیدن اوسترولده
جیدن اوسترولده (انگلیسی: Jayden Oosterwolde؛ زادهٔ ۲۶ آوریل ۲۰۰۱) بازیکن فوتبال اهل هلند است.
از باشگاه‌هایی که در آن بازی کرده‌است می‌توان به باشگاه فوتبال پارما، باشگاه فوتبال فنرباغچه، و باشگاه فوتبال توئنته اشاره کرد.